# Willy Leonhardt (Politiker)
Willy Leonhardt (* 10. Dezember 1937 in Ludwigshafen am Rhein; † 14. Juni 2017 in Saarbrücken) war ein deutscher Energiemanager und Politiker (SPD).

## Ausbildung und Beruf
Nach einer Lehre als Elektromechaniker in Kaiserslautern studierte Leonhardt Elektrotechnik an der Technischen Universität Darmstadt und schloss dort 1965 als Diplomingenieur ab. In den Jahren 1966 bis 1979 leitete er als Werksdirektor die Stadtwerke Pirmasens.
Während seiner Zeit als Werksdirektor in Pirmasens wurde die kommunale Energieversorgung in Pirmasens durch verschiedene zukunftsweisende Projekte modernisiert. Unter anderem wurde gegen Widerstände die Gasversorgung auf Erdgas umgestellt. Aus dieser Zeit stammt Leonhardts Spitzname „Erdgas Willy“. Der damalige Saarbrücker Oberbürgermeister Oskar Lafontaine (damals SPD), der auf Leonhardt als  profilierten Vertreter einer zeitgemäßen und zukunftsgerichteten kommunalen Energie- und Umweltpolitik aufmerksam wurde, holte Leonhardt 1979 in die saarländische Landeshauptstadt.
Aus Pirmasenser Tagen stammt auch der Name „Knallgas-Willy“ der im Zusammenhang mit einer Gasexplosion während Leonhardts Zeit als Stadtwerke Direktor in Pirmasens stand und später im politischen Diskurs aufgegriffen wurde.
Ab 1979 war Leonhardt Geschäftsführer (ab 1982 Sprecher der Geschäftsführung) der Versorgungs- und Verkehrsgesellschaft Saarbrücken (VVS), Vorstandsvorsitzender der Stadtwerke Saarbrücken AG und Vorstandsmitglied der Gesellschaft für Straßenbahnen im Saartal AG. Leonhardt war Mitglied mehrerer Aufsichtsräte, unter anderem der SaarFerngas AG, der Saarbergwerke AG, der Saarländischen Landesbank und des Modellkraftwerks Völklingen.
1988 erhielt er von der Universität Saarbrücken einen Lehrauftrag für „Kommunale Technik und Erneuerbare Energien“.
Am 24. November 1992 verlieh die Landesregierung des Saarlands Leonhardt den Professorentitel. Die Verleihung erfolgte in Würdigung seiner besonderen Verdienste um die Entwicklung und wissenschaftlichen Vermittlung eines ökologischen Energiekonzepts das weltweit Vorbild für zahlreiche Städte ist und bestimmt wird von einem neuen Verständnis von Energiewirtschaft.

## Politik
Im Kabinett Lafontaine III wurde Leonhardt am 23. November 1994 Nachfolger von Jo Leinen als saarländischer Minister für Umwelt, Energie und Verkehr. Leonhardt engagierte sich während seiner Amtszeit als Minister unter anderem für den Ausbau der Solarenergie im Saarland („Solardächerprogramm“) sowie den Ausbau der saarländischen Regionalbahn. Im Rahmen seiner Politik als Energiemanager und Minister befürwortet er eine Abkehr von der Kernenergie. Sein Staatssekretär war der spätere Bundesjustiz- und Bundesaußenminister Heiko Maas. Als Lafontaine 1998 als Finanzminister in die Bundesregierung wechselte und Reinhard Klimmt neuer Ministerpräsident wurde, schied Leonhardt am 10. November 1998 aus dem Kabinett aus.
Als Vorstandsvorsitzender der Stadtwerke Saarbrücken AG verantwortete Leonhardt maßgeblich die Modernisierung des Heizkraftwerks Römerbrücke in Saarbrücken, welches nach einer zweiten Umbauphase 1989 mit neuer Technik ans Netz ging. Das Heizkraftwerk Römerbrücke wurde wegen seines innovativen Energiekonzepts und wegen seiner architektonischen und künstlerischen Gestaltung in Fachwelt und Presse sehr positiv beurteilt und von diversen Institutionen mit Preisen ausgezeichnet. 1996 veranlasste Leonhardt als Minister nach einer längeren politischen Debatte über die Umweltbelastung des Kraftwerks Wehrden dessen Schließung.
Leonhardt erhielt für seinen Einsatz für eine zukunftsgerichtete Energiepolitik mehrere Auszeichnungen. Unter anderem den UNO Umweltpreis 1992 (UNO Konferenz über Umwelt und Entwicklung – Rio de Janeiro 1992) und den Sonderpreis des B.A.U.M. (Bundesdeutscher Arbeitskreis für Umweltbewusstes Management), Hannover 1994.
Die Stadtwerke Saarbrücken wurden 1994 für die unter Leonhardt verfolgte Unternehmenspolitik der konsequenten und langfristigen Förderung der erneuerbaren Energien mit dem erstmals verliehenen Europäischen Solarpreis der Europäischen Kommission ausgezeichnet. Die Verleihung der Auszeichnung der deutschen Preisträger erfolgte am 24. September 1994 in Saarbrücken durch den Bundestagsabgeordneten und EUROSOLAR-Präsidenten Hermann Scheer. Mit der offiziellen Einführung des „Europäischen Solarpreises“ am 3. Oktober 1994 im Senatssitzungssaal im Rathaus in Wien durch den damaligen österreichischen Bundeskanzler Franz Vranitzky wurden die ersten europäischen Solarpreise vergeben.
Während seiner Zeit als Minister und Energiemanager war Leonhardt als Berater für zahlreiche Institutionen und Regierungen tätig.
Willy Leonhardt starb am 14. Juni 2017 in Saarbrücken.

## Veröffentlichungen (Auswahl)
- mit Reinhard Klopfleisch: Kommunales Energie-Handbuch: Vom Saarbrücker Energiekonzept zu kommunalen Handlungsstrategien. Hrsg.: Gerhard Jochum. 2. Auflage. C.F. Müller, Karlsruhe 1991, ISBN 3-7880-7326-8.